# Тежки крайцери тип „Дойчланд“
Дойчланд (на немски: Deutschland) са серия тежки крайцери на Кригсмарине от времето на Втората световна война. Всичко от проекта за флота са построени 3 единици: „Дойчланд“ (на немски: Deutschland), „Адмирал Шеер“ (на немски: Admiral Scheer) и „Адмирал граф Шпее“ (на немски: Admiral Graf Spee).
В довоенния германски флот те се класифицират като броненосци (Panzerschiffe). От 25 януари 1940 г. са прекласифицирани в тежки крайцери. Във военноморската литература широко е разпространен терминът „джобен линкор“ (на английски: Pocket battleship) – иронична класификация на корабите, измислена от британската преса през 1930-те години.

## Проектиране

### Избор на концепция
Първата световна война завършва за германския флот катастрофално – той практически престава да съществува. Да се запази това положение са наложени ограничителните членове на Версайския договор. В частност, на немците оставят 6 стари броненосеца, замяната на които е разрешена едва след 20 години служба с кораби с водоизместимост не повече от 10 хил. дълги тона и с корабна артилерия, не надвишаваща калибър 11 дюйма (280 мм). Счита се, че тези условия ще низвергнат бъдещият германски флот до регионална сила, със значимост само в Балтийско море.
Достатъчно скоро в условията на договора излизат наяве две слаби места. Първо, победителите се престарават, оставяйки на немците само доста стари броненосци 1902 – 1906 г. постройка. Вследствие на това Германия може да започне замяната на големите си кораби още от 1922 г.
На второ място, намесва се обстоятелство, което участниците във Версайсака конференция не могат да предвидят. Вашингтонският договор от 1922 г. фактически замразява строителството на линкори, а останалите артилерийски кораби са ограничени до водоизместимост от 10 хил. тона и калибър на артилерията 203 мм.
| „                                                                          | В резултат на това победените получават рядката възможност да създават свои бойни единици в условия по-леки, отколкото за самите победители. Още повече, ако немците успяват да създадат проект, заплашващ съществуващото равновесие на силите, то бившите съюзници трябва да хабят скъпоценния линкорен тонаж, за да могат да парират такава ситуация. | “ |
| Кофман В. Л. „Версальский барьер“ // Карманный линкор „Адмирал граф Шпее“. | |   |

Проектирането на новите кораби, предназначени за замяна на броненосците, немските конструктори започват в началото на 1920-те години. Разработени са множество проекти, свеждащи се до два варианта. Първият от тях фактически се явява броненосец на бреговата отбрана – нелошо въоръжен, притежаващ мощна бронева защита и повишена живучест, но слабомореходен, с ограничена автономност. Вторият представлява „вашингтонски крайцер“, имащ, по сравнение с чуждестранните тежки крайцери от първо поколение, доста добри характеристики.
Обаче при разглеждането на проектите и двата са отхвърлени. Не желаейки да се ограничават с действия изключително при собствените си брегове, командването на флота не смята за нужно да хаби ограничения тонаж на корабите за брегова отбрана. Крайцерът е отхвърлен заради това, че такива кораби имат и другите страни, при това вече в ясно по-голям брой. Немските адмирали искат да получат нещо, с което вероятният противник ще трябва сериозно да се съобразява.
Нов тласък на разработката на проекта дава идването през 1924 г. на поста командващ Райхсмарине на адмирал Ценкер. Той предлага да се изберат характеристиките на бъдещия кораб така, че той с лекота да надбягва 20—23-възловите линкори и уверено да взема надмощие в бой със стандартния тежък крайцер и даже, при остра необходимост, да влиза в бой с по-сериозен противник.

### Проектътокеанскирейдер
Първоначалният проект, известен под шифъра „A“, е подготвен през 1926 г. Следва да се отбележи, че по редица свои характеристики той е съществено по-добър от реално построените кораби. В частност, крайцерът получава издължен и висок полубак със силно наклонен форщевен, което предопределя добра мореходност. Вторият калибър е представен от 8 универсални оръдия калибър 120—127-мм, като те са много сполучливо поместени – от всеки борд могат да стрелят 6 от тях. Дебелината на броневия пояс съставлява 100 мм. За огорчение на командването на Райхсмарине водоизместимостта на кораба съществено прехвърля 10 хил. тона, а тогавашното международно положение на Ваймарската република не позволява да се поеме по пътя на откровеното нарушаване на условията на Версайския договор. Проектът се налага да бъде преработен.
Първата жертва става корпуса, съществено орязан на височина. Дебелината на броневия пояс е намалена до 60 мм. И накрая, по настояване на адмиралите, на кораба връщат противоминоносният калибър – батарея 150-мм оръдия, което води до замяна на универсалната батарея с остарелите 88-мм зенитни оръдия от времето на Първата световна.
Окончателно проектът е утвърден на 11 април 1928 г., но поради вътрешнополитически сложности възникват проблеми с финансирането. В навечерието на поредните избори левите партии разгръщат истинска пропагандна кампания под лозунга: „Храна за децата, а не броненосци!“. Въпреки това, с неголямо мнозинство в гласовете Райхстагът отпуска необходимите средства за вече заложения кораб.
Произходът на достатъчно странната класификация на корабите носи чисто политически характер: тъй като в германския флот броненосците (Panzerschiff) стоят под линкорите (Linienschiff), то немците се опитват да създадат впечатление, че те развиват клас, разрешен им от Версайския договор.

### Международна реакция
Още преди спуска на вода „Дойчланд“ предизвиква бурна реакция във военноморските кръгове по цел свят. Необикновеното съчетание на характеристиките, невлизащи в международните стандарти, води до опит да се измисли за кораба някакъв нов термин. В това отношение преуспява британската преса, на която принадлежи названието „джобен линкор“. Самите немски моряци, неприемайки на сериозно официалното название на кораба, го кръщават Schlachtschiff-Verschnitt – „линкор-късак“. Обаче сериозните военноморски експерти отделят много повече време за предназначението и бойните възможности на кораба. За това са изказани най-разнообразни мнения, но никой не вярва на официалното обяснение на командването на Райхсмарине, утвърждаващо, че задачата на новите бойни единици ще бъде съпровождането на войсковите конвои в Балтика.
По мнение на британското списание The Naval and Military Record, от 9 август 1934 г.:
| „ | Deutschland е построен без ясна цел и се явява опит да се вмести възможно най-много въоръжение и скорост във версайските норми за водоизместимост. | “ |

Впрочем тази гледна точка е изключение и като правило германският проект се котира много високо. Например, американското списание Naval Engineering Journal, от 23 юни 1933 г. отбелязва:
| „                                                     | Накратко казано, пред нас има кораб с водоизместимост 10 000 т. Това не е линкор и не е крайцер, а просто „брониран“ кораб. Несъмнено, засега това е най-подходящото определение за този клас. Въоръжен като линкор, има скорост на ход като крайцер, но все пак не е нито това, нито е другото. Това е отговорът на Германия за Вашингтонските ограничения, и е трудно да се измисли нещо по-ефективно. Нито в една друга страна в света няма заложен кораб с такива характеристики, като на „Дойчланд“… Без преувеличения може да се каже, че създаването на „Дойчланд“ и еднотипните му кораби напълно променя досегашната стратегия и тактика на войната по море, точно така, както и много виждания за корабостроенето. | “ |
| Михайлов А. А.// Броненосные корабли типа „Дойчланд“. | |   |

Опит да се намери рецепта за борба с „джобните линкори“ е предприет много бързо. Още през декември 1932 г., преди „Дойчланд“ да влезе в строй, обезпокоените французи залагат първият линеен крайцер от типа „Дюнкерк“ (Dunkerque) – кораб, превъзхождащ немския проект по всяко отношение, но с водоизместимост 2,5 пъти по-голям, много по-скъп и ограничен за серийно строителство от Вашингтонския договор. Така новите кораби на Райхсмарине започват да създават проблеми на враговете на Германия още преди началото на войната.

### Последващо развитие на проекта
След идването на Хитлер на власт германските корабостроители започват откровено да пренебрегват Версайските ограничения. Във връзка с това проектът е съществено доработен в посока на рязко усилване на бронирането и преход към паротурбинна силова установка. Конструкторите разчитат да отстранят небалансираността на първоначалния проект и да осигурят надеждна защита от 203-мм снаряди на чуждестранните тежки крайцери. Това води до рязък ръст на водоизместимостта.
През 1933 г. е дадена поръчка за кораби от усъвършенствания тип под шифри D и E. Двата са заложени на един и същи ден – 14 февруари 1934 г. във Вилхелмсхафен и Кил, но още на 5 юли същата година построяването им е прекратено – нацисткото ръководство желае да получи по-мощни кораби. В резултат подготвените материали са използвани за строителството на линкорите „Шарнхорст“ и „Гнайзенау“.
Тактико-техническите данни на корабите  D и E са планирани да бъдат следните: водоизместимост – 20 хил. тона (стандартна), дължина 230 м, ширина – 25,5 м, скорост 29 възела. Въоръжение: 6 – 283-мм, 8 – 150-мм, 8 – 105-мм оръдия. Брониране: борд – 220 мм, палуба – 70 – 80 мм, рубка – 300 мм.

## Конструкция

### Корпус и архитектура
Конструкцията на корпуса на „джобните линкори“ значително се отличава от немските леки крайцери, знаменити със своята крехкост. На „Дойчландите“ им предстоят продължителни океански рейдове и за осигуряването на тяхната надеждност е подходено много сериозно. Макар при строителството им широко да се използва заваряване, всички отговорни съединения са дублирани с нитоване, процентът на алуминий в конструкцията им съставлява едва 1%. В резултат крайцерите нямат никакви проблеми със здравината, за подсигуряването на която работят и вътрешните бронирани прегради.
На „Дойчланд“ е поставена традиционната за германския флот фокмачта във формата на куха тръба, на която се помещават рубката и далекомерният пост. Обаче, както показва практиката, такава конструкция силно вибрира, за това на последващите крайцери тя е заменена с лесно разпознаваемата, кулоподобна надстройка.
Противоторпедната защита се оказва слаба. Фактически те се свежда до двойно дъно по цялата дължина на корабите, були и броневи прегради с дебелина 45 (на главния крайцер) или 40 мм (при останалите).
Независимо от всички усилия на конструкторите, мореходността на крайцерите е достатъчна, но не и впечатляваща. На пълен ход против вълната носът е заливан от водата. Въпреки това, от всички кораби на Кригсмарине с умерен размер „дойчландите“ имат най-добрите морски качества.
Любопитно е, че през 1937 г. е повдигнат проект за модернизация само на едва що влезлия в строй „Адмирал Граф Шпее“. За сметка на не много голямо удължаване и разширяване на корпуса и увеличение на водоизместимостта само с 500 тона се предполага при същата силова установка рязко да се подобри мореходността и да се увеличи скоростта до 30 възела. Проектът предизвиква интерес, но напрегнатата международна обстановка не позволява да се въплъти на практика.

### Въоръжение
Жокерът на новите кораби е техния главен калибър – 283-мм оръдия SK C/28. Разработени начисто, те нямат подобни сред въоръжението на корабите със съпоставима водоизместимост. Дължината на ствола съставлява 52,35 калибра, началната скорост на снаряда е 910 м/с, но живучестта е напълно приемлива. Използват се три типа снаряда, всички с тегло 300 кг:
- Бронебоен, съдържащ 7,84 кг ВВ (2,6% от масата на снаряда);
- Полубронебоен[~ 5] – 16,94 кг (5,65%);
- Фугасен – 23,3 кг (7,8%).

Подобно съчетание на боеприпасите позволява ефективно да се обстрелват най-разнообразни цели. Далечината на стрелба при максимален ъгъл на възвишение от 40° достига 36 475 метра. Боекомплектът се колебае от 105 до 120 снаряда на оръдие. Системата за зареждане при фиксиран ъгъл 2° позволява да се правят до три изстрела в минута на ствол, практическата скорострелност не превишава два. Такива характеристики осигуряват уверено поразяване на всички среднобронирани кораби и даже най-защитените тежки крайцери са уязвими на всяка дистанция.

#### Спомагателен калибър
Спомагателният 150-мм калибър е също специално разработен за тези кораби. Снарядите им, с тегло 45,3 кг, се пускат със скорост 875 м/с. Теоретическата им скорострелност е 10 и/мин, практическата – 5 – 7. Самите оръдия са поставени надлъжно на борда на шарнирни лафети и са прикрити само с щитове. Самото наличие на междинен калибър се явява една от най-критикуваните страни на проекта, но немците предполагат, че той е необходим, бидейки уверени в слабостта на калибъра 120—127-мм против атакуващите разрушители.

#### Зенитна артилерия
Тежката зенитна батарея изглежда слаба даже на „Адмирал Граф Шпее“ с неговите 105-мм двуцевки. Леката зенитна артилерия е недостатъчна, макар и да е усилена в хода на войната. 20-мм автомати нямат поражаваща мощ, а на 37-мм автомати – скорострелност. Главен порок на леката зенитна артилерия е примитивната система за управление на огъня, при когато избора на приоритетните въздушни цели е решение на разчетите на оръдията.

### Системи за управление на огъня и електроника
Системата за управление на огъня на главния калибър на „Дойчландите“ по мерките на 1930-те години е доста съвършена, особено ако се отчетат размерите на корабите и наличието на само две кули. Тя включва в себе си три поста за управление, имащи два 10,5-метрови и един 6-метров далекомера. Освен това, всяка кула има собствен 10,5-метров далекомер и може да води огън самостоятелно. Целеуказанието се осигурява от две двойки основни и един резервен директори. Всички данни от тези устройства постъпват в два командни центъра, разположени под бронираната палуба и снабдени с изчислителни прибори за управление на огъня.
Свои системи за управление на огъня имат също спомагателната и зенитната артилерия, но на практика те се използват основно за управление на ПВО. Самите тежки зенитни установки са снабдени с 4-метрови далекомери, а управлението на огъня се осигурява от два стабилизирани директора. Що се касае зенитните автомати, то до самия край на войната те се насочват ръчно, което прави техният огън слабоефективен.
Радиолокатор за първи път е поставен на „Дойчланд“, през 1937 г. и представлява експерименталният образец FuMG-39. Към началото на войната той е заменен със значително по-съвършен радар FuMo-22. Такава система получават и двата други кораба. Следва да се отбележи, че характеристиките на ранните германски радари са достатъчно скромни. Далечината им на действие не надвишава 7 – 8 мили, грешката по ъгъл достига 5°. Фактически, FuMo-22 може да засече само големите кораби. Всъщност, в началото на Втората световна немските радари не отстъпват на британските.

### Брониране
Системата на брониране на „джобните линкори“ е уникална, без аналог на нито един друг крайцер в света. При това, всеки от корабите на серията има свои индивидуални отличия в системата на брониране и дебелината на бронята.
На „Дойчланд“ бронирането на корпуса включва в себе си брониран пояс с дебелина 60 мм, наклонен под ъгъл 12° (по други данни 13,5°), вътрешни броневи прегради с дебелина 40 – 45 мм, 4 броневи траверси с дебелина 30 мм и бронева палуба с дебелина 30 – 45 мм. Така на крайцера е реализирана идеята за разконцентрираното брониране, защитаващо от снаряди калибър 120—152-мм, макар от последните не на всички дистанции. Добра защита получават кулите на главния калибър и бойната рубка – дебелината на бронята на отговорните участъци достига 140 мм. Средният калибър е защитен само символично – 10-мм щитове. Има също противоосколъчно брониране на далекомерните постове.
„Адмирал Шеер“ получава усилено брониране. По-голяма става площта на бордовия пояс, подобрява се защитата на кърмата и барбетите, долната бронирана преграда се прави от броня с по-добро качество. При това палубната броня става по-тънка – 20 – 40 мм в различните участъци.
На „Адмирал Граф Шпее“ се връщат към системата за разпределение на бронята, характерна за първия кораб. Броневия пояс става по-тесен, но по-дебел – 100 мм. Така, с оглед вътрешните прегради, дебелината на вертикалната защита достига 140 мм (100+40), което трябва да защити крайцера от 152-, а на определени дистанции и от 203-мм снаряди. Усилва се също и хоризонталната защита, площта на броневата палуба става повече, а над погребите за боеприпаси дебелината на бронята достига 70 мм. Общото тегло на бронирането на кораба съставя 3000 тона – 25% от стандартната водоизместимост. По мнение на германските експерти, „Адмирал Граф Шпее“ става най-защитеният кораб в серията и може да издържи бой с крайцерите на противника без съществени повреди.

### Енергетична установка
Другият жокер на „Дойчландите“ е уникалната за онова време силова установка. За първи път на толкова големи кораби се поставят дизели като единствен тип двигатели. В периода 1920 – 30 г. немците смело поемат всички всевъзможни експерименти в опит да постигнат преимущество над потенциалния противник, впрочем, не винаги успешно. Не минава без проблеми и нещата свързани с енергетиката на „Дойчландите“.
Дизелите на всички кораби са еднакви – 8 главни, модел M-9Zu42/58, 9-цилиндрови с максимална мощност по 7100 к.с. при 450 об/мин (максималната продължителна мощност е 6655 к.с.) и 4 спомагателни, модел M-5Z42/58, 5-цилиндрови с максимална мощност 1450 к.с. при 425 об/мин.
Такова решение осигурява на крайцерите уникална далечина на плаване – 16 300 мили при скорост 18,6 възела според резултатите на изпитанията на „Шпее“. Максималната разчетна далечина достига 20 000 мили – резултат, надминат само от атомните кораби. Даже на максималната продължителна скорост от 26 възела корабите могат да изминат 7900 мили – повече, отколкото много паротурбинни крайцери на икономичен ход от 13 – 15 възела.
Второто най-важно предимство на дизелите е възможността да развият пълен ход за броени минути. Паротурбинните кораби за преход от икономична скорост към максимална се нуждаят от 30 минути до час. Това дава на немците шанс да се откъснат от по-мощен и бързоходен противник.
Максималната скорост на крайцерите на изпитанията съставя 28 – 28,3 възела. Така, към момента на построяването на „Дойчланд“ от най-мощните кораби теоретично той може да бъде настигнат само от три британски линейни крайцера – „HMS Hood (1918)“ (HMS Hood) (теоретично, износването на механизмите му не позволява да се развият повече от 27 – 28 възела), двойката от типа на „HMS Renown (1916)“ (HMS Renown) и трите японски линейни крайцера от тип „Конго“ (четвъртият кораб от този тип по това време е учебен, с максимална скорост 18 възела). Всички останали, по-бързоходни, отколкото „Дойчланд“, кораби сериозно му отстъпват по въоръжение (а в някои случаи и по брониране).
Макар първоначално дизелите да работят нестабилно и да е необходим голям обем довършителни мероприятия (свързани с прекомерното олекотяване на двигателите в ложата им, за постигане на икономия на тегло), с времето те са направени достатъчно надеждни. Така например, „Адмирал Шеер“ в своя първи океански рейд изминава за 161 дни, практически без да спира, 46 419 мили без нито една повреда в двигателите.
Разбира се, и дизелите си имат своите недостатъци. Двигателите, работещи на пълна мощност, предизвикват силна вибрация на корпуса, която много пречи на артилеристите и далекомерчиците да наблюдават целите и да коригират огъня, а нивото на шума е такова, че даже в каюткомпанията е невъзможно да се разговаря и офицери, седящи един до друг, се налага да си пишат бележки. Но достойнствата на дизелите, като цяло, надминават техните недостатъци и правят „Дойчландите“ наистина уникални рейдери.

## История на службата

### „Дойчланд“ („Лютцов“)
Заложен е на 9 февруари 1928 г., спуснат на вода на 19 май 1931 г., влиза в строй на 1 април 1933 г., на 25 януари 1940 г. е преименуван на „Лютцов“ (Lützow).
През първата половина на 1930-те години „Дойчланд“, като най-съвременният и мощен кораб на германския флот, широко се привлича за демонстрация на флага, извършвайки посещения в чужбина. Не минава и без немски високопоставени лица – през април 1934 г. на крайцера е Адолф Хитлер. Ученията също отнемат немалко време и позволяват да се изяснят и отстранят проблемите с дизелите.
В периода 1936 – 37 г. „Дойчланд“ действа в испански води, формално наблюдавайки за спазването на неутралитета, а фактически поддържайки франкистите. На 29 май 1937 г. той е атакуван от републиканската авиация. Крайцерът получава две попадания на 100-кг бомби от самолет СБ със съветски летци, на борда възниква пожар, загиват 23 моряка, още 73 са ранени.
„Дойчланд“ излиза в Атлантика на 23 август 1939 г., още преди началото на Втората световна война. Скоро след началото на военните действия започва и борбата с корабоплаването на Великобритания. Крайцерството се оказва не много удачно – след потопяването на два съда с общ тонаж около 7000 брт, на 15 ноември 1939 г. корабът е принуден да се върне в Германия поради проблеми със силовата установка и неизправности в бордовия хидросамолет.
През април 1940 г. „Лютцов“ участва в превземането на Норвегия, действайки против Осло, и на 9 април получава 3 попадения от 150-мм снаряди в хода на дуел с бреговите батареи. При връщането си към дома, на 11 април 1940 г., е атакуван от британската подводна лодка „Спирфиш“ (на английски: Spearfish) и получава торпедно попадение в кърмовата част.
След ремонт, на 13 юни 1941 г., се опитва да си пробие път към Атлантика, но е повреден от торпедо на британски самолет. След продължителен ремонт „Лютцов“ преминава в Тронхайм, после в Нарвик. Излиза в морето за атака над конвоя PQ-17, но попада в навигационна авария. На 31 декември участва в Новогодишният бой с британски конвой, обаче няма никакви успехи следствие на сложните метеорологични условия. Набелязаното участие в операциите против Шпицберген, през септември 1943 г., е провалено от проблеми с дизелите.
В края на септември 1943 г. отплава от Норвегия в Кил. След поредния ремонт се числи като учебен кораб, а след това е включен в състава на 2-ра бойна група, оказваща огнева поддръжка на частите на вермахта в Прибалтика. На 16 април 1945 г., намирайки се в Свинемюнд, попада под нападението на британските ВВС и получава тежки повреди. Корабът ляга на грунта, но продължава да води огън с главния калибър. При приближаването на съветските войски, на 4 май 1945 г., е взривен от екипажа.
Съветските спасители изваждат „Лютцов“ и на 26 септември 1946 г. той даже е включен в списъците на ВМФ на СССР, но възстановяването на силно разрушения кораб е преценено за нецелесъобразно. На 22 юни 1947 г. корпусът на „Лютцов“ е потопен в хода на учения на Балтийския флот.

### „Адмирал Шеер“
Заложен на 25 юни 1931 г., спуснат на вода на 1 април 1933 г., влиза в строй на 12 ноември 1934 г.
В периода 1936 – 1938 г. прави редица походи към бреговете на Испания. На 30 май 1937 г. обстрелва испанското пристанище Алмерия в отговор на нападението на републиканската авиация над „Дойчланд“. Тази акция предизвиква осъждане от всички световни държави. Към началото на войната преминава модернизация и през 1939 г. не участва в бойните действия.
Към лятото на 1940 г. се счита за единствения боеспособен кораб от своя тип и е изпратен, на 28 октомври 1940 г., в Атлантика. Първият успех е достигнат на 5 ноември 1940 г. когато „Шеер“ атакува британския конвой НX-84. Потопявайки прикриващия го спомагателен крайцер „Джервис Бей“, немците след това унищожават 5 съда от състава на конвоя.
Впоследствие „Адмирал Шеер“ действа в Централния и Южния Атлантик, атакувайки единични транспорти. За периода от ноември 1940 по януари 1941 г. потопява още 6 британски транспорта. През февруари 1941 г. действа в Индийския океан, където унищожава още три търговски съда. След това се насочва за Германия и пристига в Кил на 1 април 1941 г. За времето на своето крайцерство „Шеер“ унищожава 16 съда на противника с обща вместимост 99 059 брт.
Есента на 1941 г. действа в Балтика в състава на съединение предназначено за прихващане на съветския Балтийски флот. През февруари 1942 г. отива в Норвегия, където се базира в Нарвик заедно с „Лютцов“. Поради ниската, по мнение на командването на Кригсмарине, скорост участието на „джобниците“ в операциите против полярните конвои е ограничено. През август 1942 г. извършва единичен поход с цел нарушаване на съветските комуникации в Задполярието. На 26 август потопява съветския ледоразбивач-параход „Сибиряков“, на следващия ден практически безрезултатно обстрелва порт Диксон.
През ноември 1942 г. „Адмирал Шеер“ се връща в Германия за пореден ремонт. Корабът отново придобива боеспособност през ноември 1944 г. и се привлича за обстрел над брегови цели. На 18 март 1945 г. влиза за ремонт в Кил и през нощта на 10 април е подложен на масирано нападение на британските ВВС. Получава 5 преки попадения на голямокалибрени бомби, преобръща се и потъва направо при причала.

### „Адмирал граф Шпее“
Заложен на 1 октомври 1932 г., спуснат на 30 юни 1934 г., влиза в строй на 6 януари 1936 г.
Почти веднага след влизането си в строй „Шпее“ е привлечен към активна служба. В периода март-април 1937 г. действа при бреговете на Испания, подсигурявайки германските интереси. На 15 май същата година „Адмирал граф Шпее“, като най-съвременният кораб на Кригсмарине, представлява Германия на Спидхедския парад в чест на коронацията на Джордж VI. Впоследствие крайцерът извършва още ред чуждестранни походи, в т.ч. на три пъти в испански води.
Подготовката за морската война Германия започва още през август 1939 г. На 21 август „Адмирал граф Шпее“ излиза от Вилхелмсхафен и се насочва за Южния Атлантик. Заповедта за началото на военните действия е получена едва на 25 септември. Първият успех е достигнат на 30 септември. Впоследствие, в течение на октомври 1939 г., „Шпее“ пленява или потопява още 4 транспорта в Южния Атлантик. През ноември крайцерът действа в Индийския океан, но съумява да потопи само един транспорт. През този месец „Шпее“ се връща в Атлантика и се насочва към бреговете на Южна Америка, разчитайки на богата плячка.
През декември 1939 г. рейдерът успява да потопи още три британски съда. Сутринта на 13 декември „Шпее“ достига устието на Ла Плата и среща британското съединение G, включващо три кораба – тежкият крайцер „HMS Exeter“ и леките крайцери „HMS Ajax“ и „HMNZS Achilles“. В хода на последвалия бой джобния линкор вади от строя „Ексетър“ и нанася сериозни повреди на „Аякс“. Заедно с това самия „Шпее“ получава около 20 попадения и има значителни, макар и не фатални повреди. Разходът на боеприпаси превишава 60%.
В така сложилата се ситуация командирът на кораба, Х. Лангсдорф, взема решение да влезе в порт Монтевидео за поправка на повредите. Леките крайцери на британците го следват без да влизат в бой. Уругвайските власти под давление на Великобритания предоставят на немците само 3 дена за поправка на повредите. Междувременно противникът успява да създаде у Лангсдорф впечатлението, че в устието на Ла Плата се намира линейният крайцер „HMS Renown“, да се бори с който „Адмирал граф Шпее“ не може. След консултация с Берлин командирът взема решение да унищожи кораба. Вечерта на 17 декември 1939 г. „Шпее“ напуска Монтевидео и е взривен от екипажа.

## Оценка на проекта
„Джобните линкори“ привличат към себе си вниманието на експертите от самото начало на тяхната разработка. Построени против изкуствено формулираните стандарти за тежките крайцери, те явно изпъкват сред корабите от този клас.
К числото на очевидните достойнства на „Дойчландите“ следва да се отнесат, преди всичко, артилерията на главния калибър, допълнена с доста съвършената система за управление на огъня. Действително, всеки, даже най-защитеният тежък крайцер от другите страни, се оказва уязвим под обстрела на 283-мм оръдия на немските рейдери. В резултат, „Дойчландите“ представляват страшна опасност за всички кораби с водоизместимост до 22 – 25 хиляди тона и към момента на построяването им имат само няколко опасни противника в лицето на бързоходните линейни крайцери (преди всичко, на най-големия и най-силния в света кораб „Худ“, а също и британските „Ринаун“ и „Рипалс“ (HMS Repulse) и 4 японски линейни крайцера).
Не по-малко важно, а теоретично и повече, достойнство на германските броненосци се явява съчетанието на относително високата максимална скорост – до 27 – 28 възела, и голямата по далекобойност нова артилерия. Пределната далечина на стрелба на 283 мм оръдия съставлява 36,5 км, което превишава показателите на артилерията на всички кораби построени до 1920-30-те г. Така например, най-многобройните 381 мм британски оръдия, в т.ч. и на „Худ“, могат да стрелят максимум до 30,5 км, 406 мм на „Нелсън“ (HMS Nelson (28) – до 34,75 км, 355,5 мм на „Кинг Джордж V“ (HMS King George V (41)) – до 35,25 км, и даже най-новите и големи 406 мм оръдия на американските типове „Норд Каролина“ и „Саут Дакота“ с бронебойни снаряди стрелят едва на 33,75 км. Само фугасните 406 мм снаряди на всички „американци“ имат аналогична на германските 283 мм оръдия далекобойностг – до 36,75 км.
Така „Дойчландите“ при избор на оптимална за себе си дистанция на боя, благодарение на своята висока на фона на почти всички (до 1942 – 43 г.) британски и американски линкори скорост, теоретично могат да имат нелоши шансове за успех. Още повече, че много „американци“ и „британци“ имат не много дълъг, и/или не много висок, и/или тънък бронепояс.
При "продължителите на „Дойчландите“ „Шарнхорстовете“ благодарение на още по-високите показатели по далекобойност на оръдията и скоростта на движение, а също и по-дебелата броня теоретичните шансове за успех в далечен бой с англосаксонците са още много по-високи.
Още едно от важните достоинства на „джобните“ става използването на дизели. Недостатъците, такива като шумност и вибрация, с лихва се отплащат с огромната далечина на плаване, правеща от „Дойчландите“ отлични далечни рейдери.
Всички тези плюсове са купени на много висока цена. Ограничената от международните договори водоизместимост, даже при неговото неголямо негласно надвишаване, принуждава немците да отстъпят от своя класически принцип – приоритетът на защитата над нападението. Бронирането на корабите съвършено не съответства на настъпателната им мощ, и даже най-съвършеният от този тип крайцери, „Адмирал граф Шпее“, не е достатъчно защитен от огъня на 203 мм (частично и 152 мм) оръдия на потенциалните противници.
Вторият явен недостатък на проекта става наличието на два спомагателни калибра – противоминен и зенитен. Реално 150-мм оръдия се оказват не много ефективни на големите дистанции на боя, а самите установки са прекалено слабо защитени с броня. Тежката зенитна артилерия е също съвършено недостатъчно на брой. Според мнението на някои специалисти, би било за предпочитане да се постави универсален калибър 120—127-мм, както и се предполага в първоначалния проект.
Следва също да се добави, че „Дойчландите“ се оказват много скъпи кораби, в буквалния смисъл на думата. По съпоставими цени те струват двойно по-скъпо, отколкото британските тежки крайцери тип „Кент“.
Точка на развитието на „джобните линкори“ поставя започналото в периода 1933 – 35 г. строителство на бързоходни и отлично защитени линкори, преди всичко във Франция и Италия, сблъсък с които оставя на „Дойчландите“ малко шансове за успех. Във връзка с това Германия е принудена да се откаже от последващо развитие на проекта и да премине към построяването на много по-големи и балансирани кораби (за което способства смекчаването на версайските ограничения).

## Коментари
1. ↑  По време на Първата световна война той командва линейния крайцер „Фон Дер Тан“ (S.M.S. Von der Tann).
2. ↑  При проектирането кораба се именува броненосен крайцер. Кофман В. Л. Карманные линкоры фюрера. Указ. соч. – С. 9.
3. ↑  От 6 немски леки крайцера 5 са признати за непригодни за действия в океана.
4. ↑  Официално оръдието се нарича 28-см, за това и в литературата те нерядко се именуват 280-мм.
5. ↑  Според германската терминология – фугасен със забавено действие.
6. ↑  На потенциалните противници – британските тежки крайцери от типовете „Кент“ и „Лондон“ – има по един 3,66- и 2,44-метрови далекомера и никакви изчислителни центрове.
7. ↑  Конкретните стойности на броневата защита и до днес си остават предмет на спор. Виж: Кофман В. Л. [Бронирование  Карманный линкор „Адмирал граф Шпее“].
8. ↑  По мнение на съвременните специалисти, по-слабата преграда е желателно да се поставя първа//Балакин С. А., Дашьян А. В. и др. Линкоры Второй мировой. Ударная сила флота. – М.: Коллекция, Яуза, ЭКСМО, 2006. – С. 242. – 256 c.: ил. – (Арсенал Коллекция). – 3000 экз. – ISBN 5-699-18891-6, ББК 68.54 Л59.
9. ↑  На леките крайцери от типа „К“ дизели се използват само за икономичния ход.
10. ↑  Реално в устието на Ла Плата британците имат освен „Аякс“ и „Ахилес“ само тежкия крайцер „Къмбърланд“ (HMS Cumberland).